# Martin Fuksa
Martin Fuksa (n. 30 aprilie 1993, Nymburk⁠(d), Central Bohemia⁠(d), Cehia) este un canoist ce a reprezentat Cehia, medaliat olimpic. A participat la 3 ediții ale Jocurilor Olimpice (2016, 2020, 2024) în care a câștigat o medalie de aur.